# Крестниково (Татарстан)
 Крестниково  — деревня в Верхнеуслонском районе Татарстана. Входит в состав Ямбулатовского сельского поселения.

## География
Находится в западной части Татарстана на расстоянии приблизительно 30 км на юг-юго-запад от районного центра села Верхний Услон у речки Сулица.

## История
Известна с 1565-67 годов как Пустошь Кайлеп Малый. Также упоминалась как Русский Кайлеп.

## Население
Постоянных жителей было в 1782 году — 140 душ мужского пола, в 1859—275, в 1897—294, в 1908—361, в 1920—385, в 1926—285, в 1938—357, в 1949—430, в 1958—248, в 1970—286, в 1979—250, в 1989—228. Постоянное население составляло 204 человека (русские 82 %) в 2002 году, 210 в 2010.